# Robert Mejía
Robert Andrés Mejía Navarrete (Puerto Tejada, 6 ottobre 2000) è un calciatore colombiano, centrocampista dell'Once Caldas.

## Carriera

### Club
Cresciuto nel settore giovanile del Deportes Quindío, ha esordito tra i professionisti il 26 marzo 2016, disputando con la maglia del Boca Juniors de Cali l'incontro di Categoría Primera B pareggiato 0-0 contro il Deportes Quindío. All'inizio del 2019 si è trasferito all'Universitario Popayán. Nel luglio dello stesso anno è stato acquistato dall'Once Caldas, con cui ha debuttato in Categoría Primera A il 17 febbraio 2020, nell'incontro pareggiato 0-0 contro l'Atlético Junior.
Il 2 agosto 2022 è passato in prestito ai turchi del Giresunspor.

### Nazionale
Nel 2017 con la nazionale colombiana Under-17 ha preso parte al Mondiale di categoria e al campionato sudamericano di categoria.

## Statistiche

### Presenze e reti nei club
Statistiche aggiornate al 3 agosto 2022.
| Stagione                    | Squadra                     | Campionato                  | Campionato | Campionato | Coppe nazionali | Coppe nazionali | Coppe nazionali | Coppe continentali | Coppe continentali | Coppe continentali | Altre coppe | Altre coppe | Altre coppe | Totale | Totale |
| Stagione                    | Squadra                     | Comp                        | Pres       | Reti       | Comp            | Pres            | Reti            | Comp               | Pres               | Reti               | Comp        | Pres        | Reti        | Pres   | Reti   |
| --------------------------- | --------------------------- | --------------------------- | ---------- | ---------- | --------------- | --------------- | --------------- | ------------------ | ------------------ | ------------------ | ----------- | ----------- | ----------- | ------ | ------ |
| 2016                        | Boca Juniors de Cali        | B                           | 20         | 0          | CC              | 4               | 0               |                    | -                  | -                  |             | -           | -           | 24     | 0      |
| 2017                        | Boca Juniors de Cali        | B                           | 9          | 0          | CC              | 2               | 0               |                    | -                  | -                  |             | -           | -           | 11     | 0      |
| 2018                        | Boca Juniors de Cali        | B                           | 17         | 0          | CC              | 0               | 0               |                    | -                  | -                  |             | -           | -           | 17     | 0      |
| Totale Boca Juniors de Cali | Totale Boca Juniors de Cali | Totale Boca Juniors de Cali | 46         | 0          |                 | 6               | 0               |                    | -                  | -                  |             | -           | -           | 52     | 0      |
| lug.-dic. 2019              | Once Caldas                 | A                           | 0          | 0          | CC              | 0               | 0               | CS                 | 0                  | 0                  |             | -           | -           | 0      | 0      |
| 2020                        | Once Caldas                 | A                           | 17         | 1          | CC              | 2               | 0               |                    | -                  | -                  |             | -           | -           | 19     | 1      |
| 2021                        | Once Caldas                 | A                           | 33         | 1          | CC              | 4               | 0               |                    | -                  | -                  |             | -           | -           | 37     | 1      |
| gen.-lug. 2022              | Once Caldas                 | A                           | 22         | 1          | CC              | 0               | 0               |                    | -                  | -                  |             | -           | -           | 22     | 1      |
| 2022-2023                   | Giresunspor                 | SL                          | 0          | 0          | CT              | 0               | 0               |                    | -                  | -                  |             | -           | -           | 0      | 0      |
| Totale carriera             | Totale carriera             | Totale carriera             | 118        | 3          |                 | 12              | 0               |                    | 0                  | 0                  |             | -           | -           | 130    | 3      |

## Palmarès

### Club

#### Competizioni nazionali
- Copa Colombia: 1

Atlético Nacional: 2023